# 東京都立葛西工科高等学校
東京都立葛西工科高等学校（とうきょうとりつ かさいこうかこうとうがっこう、英: Tokyo Metropolitan Kasai Technical High School）は、東京都江戸川区一之江七丁目に所在する都立工科高等学校。

## 設置学科
- 全日制課程
  - 機械科
  - 電子科
  - 建築科
  - デュアルシステム科

## 沿革
- 1962年12月1日 - 東京都立葛西工業高等学校設立を教育委員会公示。
機械科4学級、電子科2学級、建築科2学級設置。仮事務所を東京都立小松川高等学校に開設し、開校準備を行う。
- 1963年
  - 3月30日 - 第2期工事竣工（B棟東半分）
  - 4月3日 - 仮事務所より江戸川区春江町4－9の新校舎に移転。
  - 10月6日 - 第2期工事竣工。（D棟）
  - 11月1日 - 開校式挙行。
- 1964年3月31日 - 第3期工事竣工。（B棟西半分、C棟）
- 1965年
  - 3月31日 - 第4期工事竣工。（A棟、E棟）
  - 4月1日 - 全学年および職員数そろう。
- 1966年3月8日 - 第1回卒業式を挙行。
- 1969年
  - 3月19日 - 体育館竣工。
  - 7月14日 - 校地買収（正門東北2947.5m2）
  - 10月23日 - 大学などの学生運動の影響を受けた生徒の一部が、教師との対話を求めて数日間にわたり校舎を占拠[1]。
- 1970年2月5日 - 前年の生徒による紛争を扇動し、授業、職員会議の出席を拒否していた3人の教諭に対し、都教育委員会が懲戒免職の処分[2]。
- 1971年3月31日 - プール完成。
- 1973年3月31日 - クラブ部室竣工。
- 1982年11月6日 - 創立20周年記念式典挙行。
- 1991年4月1日 - 機械科4学級を3学級に変更。
- 1992年
  - 4月1日 - 機械科3学級を2学級に変更。
  - 7月31日 - 新校舎第1期工事竣工。
  - 11月28日 - 創立30周年記念式典挙行。
- 1994年2月15日 - 実習棟（E、F棟）工事竣工。
- 1995年3月4日 - グラウンド整備・外溝整備工事竣工。
- 1996年4月1日 - 電子科2学級を1学級に変更。
- 2002年11月2日 - 創立40周年記念式典挙行。
- 2004年10月 - 「マイスター型リーディングテクニカルハイスクール」に指定
- 2018年4月 - 「デュアルシステム科」設置
- 2023年4月 - 校名を東京都立葛西工科高等学校に改称

## 所在地
- 〒132-0024 東京都江戸川区一之江7-68-1（「春江町4-9」から住居表示が変更）

## 交通
出典 : 
- 電車
  - 都営地下鉄新宿線一之江駅より徒歩8分
- バス

| 乗車停留所     | 系統     | 下車停留所                | 運行事業者 |
| -------------- | -------- | ------------------------- | ---------- |
| 平井駅         | 平23     | 「春江町四丁目」、徒歩5分 | ■都営      |
| 葛西臨海公園駅 | 臨海28-1 | 「葛西工科高校前」        | ■都営      |
| 臨海車庫       | 臨海28-2 | 「葛西工科高校前」        | ■都営      |
| 東新小岩四丁目 | 新小29   | 「葛西工科高校前」        | ■都営      |
| 葛西駅         | 小76     | 「葛西工科高校前」        | ■京成      |

## 著名な出身者
- 吉野金次（レコーディング・エンジニア）
- 南原照也（競輪選手）